# Idaea spernata
Idaea spernata là một loài bướm đêm trong họ Geometridae.